# Ovini Bokini
Ratu Ovini Bokini ( 3 de noviembre de 1944 – 15 de enero de 2009) fue un político y jefe fiyiano. 
Sucedió a Ratu Epeli Ganilau como líder del Gran Consejo de Jefes, órgano que se encarga, entre otros asuntos, de nombrar al Presidente de Fiyi. Accedió al puesto el 21 de julio de 2004 y fue reelegido, por tres años más, el 27 de julio de 2005. Además de este cargo ha sido en varias ocasiones ministro y además fue elegido diputado en 1990.
Entre sus acciones como líder del Gran Consejo de Jefes destaca la condena del golpe de Estado del 5 de diciembre de 2006 protagonizado por el comodoro Frank Bainimarama. El golpe acabó con el gobierno liderado por Laisenia Qarase, imponiendo uno nuevo comandado por Jona Senilagakali, siendo el mismo Bainimarama presidente. Bokini se ha negado a aceptar este gobierno interino, reconociendo aun el de Qarase. En abril de 2007 dejó el cargo y fue sustituido por el mismo Bainimarama.